# 麗澤瑞浪中学校・高等学校
麗澤瑞浪中学校・高等学校（れいたくみずなみちゅうがっこう・こうとうがっこう）は、岐阜県瑞浪市にある私立中学校・高等学校。学校法人廣池学園が運営する中高一貫校である。全国私立寮制学校協議会加盟・参加校。

## 沿革
沿革節の主要な出典は公式サイトを参照。
- 1960年（昭和35年）- 麗澤高等学校瑞浪分校として開校（昼間定時制、全寮制）。
- 1961年（昭和36年）- 麗澤瑞浪高等学校として独立。
- 1963年（昭和38年）- 全日制課程設置、定時制は夜間に変更する。
- 1964年（昭和39年）- 全日制課程を男女共学に変更する。
- 1985年（昭和60年）- 麗澤瑞浪中学校を開校。
- 1996年（平成8年）- 通学制を導入。
- 2000年（平成12年）- 定時制課程廃止。

## 著名な出身者
- 赤塚瑞樹 - プロ野球選手
- 志水宏吉 - 教育学者、大阪大学大学院人間科学研究科教授
- 髙巖 - 経営学者、麗澤大学経済学部教授、内閣府消費者委員会委員長
- 徳永澄憲 - 経済学者、筑波大学名誉教授、麗澤大学学長、日本地域学会会長
- 永井真理子 - 歌手
- 水野治久 - 心理学者、大阪教育大学大学院連合教職実践研究科教授
- 横須賀ゆめな - 元歌手
- 神谷そら - プロゴルファー

## アクセス
- JR中央本線・太多線多治見駅、JR中央本線瑞浪駅、明知鉄道明知線明智駅などからスクールバスの運行あり。